# La Sorcière dans les airs
Pour plus de détails, voir Fiche technique et Distribution.
La Sorcière dans les airs (Room on the Broom) est un court métrage d'animation britannique de 25 minutes, sorti en 2012. Il est du même créateur que Le Gruffalo et Le Petit Gruffalo.
Il remporte le Cristal pour une production TV lors du festival d'Annecy 2013.

## Synopsis
Malgré les réticences de son chat, une sorcière, au gré de ses pérégrinations, invite à monter sur son balai plusieurs animaux, un chien, une grenouille et un oiseau. Mais les compagnons ne se doutent pas qu'un terrifiant dragon les menace.

## Fiche technique
Sauf indication contraire, les informations mentionnées dans cette section peuvent être confirmées par les bases de données cinématographiques IMDb et Allociné,  présentes dans la section « Liens externes ».
- Titre original : Room on the Broom (littéralement « une place sur le balai »)
- Réalisation : Max Lang (en) et Jan Lachauer (en)
- Scénario : Julia Donaldson et Max Lang, d'après le livre de Julia Donaldson et Axel Scheffler
- Musique : René Aubry
- Montage : Robin Sales
- Production: Martin Pope et Michael Rose
- Sociétés de production : Magic Light Pictures (en) et Studio Soi
- Société de distribution : Magic Light Pictures (en)
- Pays de production :  Royaume-Uni et  Allemagne
- Langue originale : anglais
- Durée : 25 minutes
- Dates de sortie : 
  - Royaume-Uni : 25 décembre 2012
  - France : 27 novembre 2013

## Distribution
Sauf indication contraire, les informations mentionnées dans cette section peuvent être confirmées par les bases de données cinématographiques IMDb et Allociné,  présentes dans la section « Liens externes ».

### Voix originales
- Simon Pegg : le narrateur
- Gillian Anderson : la sorcière
- Rob Brydon : le chat
- Timothy Spall : le dragon
- Martin Clunes (en) : le chien
- Sally Hawkins : l'oiseau
- David Walliams : la grenouille

### Voix françaises
- Pierre Richard : le narrateur
- Guylaine Gilbert : la sorcière
- Alexandre Crépet : le chat
- Patrick Descamps : le dragon
- Franck Dacquin : le chien
- France Bastoen : l'oiseau
- Maxime Donnay : la grenouille

## Distinctions
Sauf indication contraire, les informations mentionnées dans cette section peuvent être confirmées par les bases de données cinématographiques IMDb et Allociné,  présentes dans la section « Liens externes ».

### Récompenses
- Festival international du film d'animation d'Annecy 2013 : Cristal pour une production TV[1]
- TIFF Kids 2013 : prix du jury adulte du meilleur court métrage d'animation

### Nominations
- Oscars 2014 : meilleur court métrage d'animation
- Annie Awards 2014 : meilleur programme spécial d'animation

### Sélections
- Festival international de télévision de Shanghaï 2013 : en compétition pour le prix Magnolia de la meilleure animation
- Festival de télévision du Sichuan 2013 : en compétition pour le Panda d'or du meilleur court métrage d'animation étranger